# Gare de Bordj Bou Arreridj
La gare de Bordj Bou Arreridj est une gare ferroviaire algérienne située sur le territoire de la commune de Bordj Bou Arreridj, dans la wilaya de Bordj Bou Arreridj.
Importante gare de bifurcation, elle permet de relier la capitale, Alger, aux grandes villes du nord-est de l'Algérie telles que : Annaba, Batna, Biskra,  Constantine, Sétif, Skikda, Tébessa et Touggourt.

## Situation ferroviaire
La gare est située au sud-ouest de la ville de Bordj Bou Arreridj, sur la Alger à Skikda où elle est précédée de la gare d'El Achir et suivie de celle d'El Anasser. Elle est en outre la gare origine de la ligne de Bordj Bou Arreridj à M'Sila où elle est suivie de la gare de Medjez.

## Service des voyageurs

### Desserte
La gare de Bordj Bou Arreridj est desservie par :
- les trains grandes lignes des liaisons :
  - Alger  - Annaba[1],[2] ;
  - Alger - Batna[3],[4] ;
  - Alger - Tébessa[5] ;
  - Alger - Touggourt[6],[7],[8] ;
- les trains régionaux des liaisons :
  - Alger - Sétif[9] ;
  - Bordj Bou Arreridj - Tissemsilt[10],[11].